# Incitec Pivot

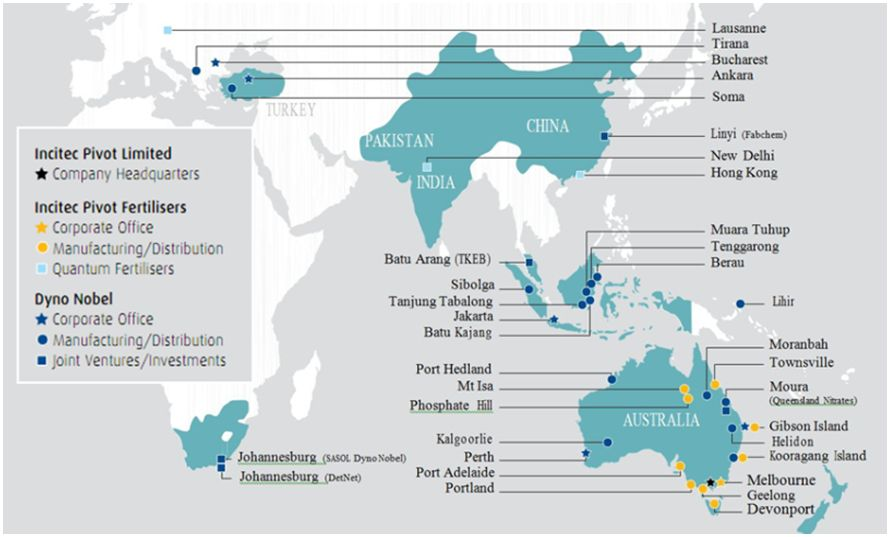
Standorte in der Region Asien-Pazifik

Incitec Pivot ist ein Düngemittelproduktionsunternehmen mit Sitz in Australien.
Es entstand im Juni 2003 aus dem Zusammenschluss von Incitec Fertilizers und der Pivot Group und ist in Australien führend bei der Produktion von Düngemittel zur Fertilisation von landwirtschaftlichen Nutzgebieten. Im Jahr 2006 wurde Southern Cross Fertilisers übernommen und 2008 Dyno Nobel, einer der größten Sprengstoffhersteller in Australien und Nordamerika.
Incitec Pivot importierte bisher den wichtigsten Rohstoff für seine Produktion, Phosphat, aus dem Nordwesten Afrikas, schloss aber im November 2005 einen Kooperationsvertrag mit dem geografisch näher liegenden Inselstaat Nauru zur Wiederaufnahme des dortigen Phosphatabbaus ab. Die Kosten für die Renovation der Minenanlagen betragen etwa sechs Millionen Dollar. Schätzungen zufolge soll der Abbau des übrigen dortigen Phosphats etwa drei bis fünf Jahre dauern. Incitec Pivot wird an den Gewinnen der Phosphatverkäufe beteiligt.
Derzeit (2016) errichtet Incitec Pivot eine neue Ammoniak-Anlage in Waggaman (Louisiana).

## Dyno Nobel
Dyno Nobel stellt Ammoniumnitrat in seinem Werk in Moranbah (Isaac Region) her. Weltweit besitzt die Firma außerdem Standorte zum Anmischen von Emulsionssprengstoffen, insbesondere in Indonesien.